# Petreia
La lex Petreia va ser una antiga llei romana adoptada a proposta del tribú militar Marc Petreu potser l'any 85 aC. Ordenava delmar als soldats que haguessin participat en una sedició.